# Ernesto Bañuelos
Pour les articles homonymes, voir Bañuelos.
Ernesto Bañuelos est un acteur mexicain pour le cinéma et la télévision. Il est le père du poète Juan Bañuelos.

## Filmographie

### À la télévision
- 1979 : Muchacha de barrio d'Ernesto Alonso

### Au cinéma
- 1977 : Cuartelazo d'Alberto Isaac
- 1977 : Matinée de Jaime Humberto Hermosillo
- 1978 : Naufragio de Jaime Humberto Hermosillo